# خط عرض 22° جنوب

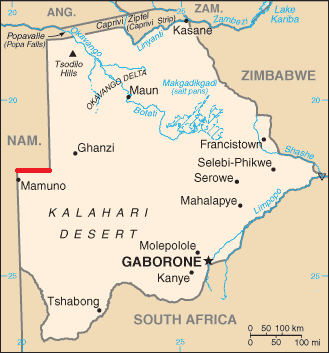
خريطة بوتسوانا، تظهر خط العرض 22 جنوبًا كجزء من الحدود مع ناميبيا

خط عرض 22° جنوب هي إحدى دوائر العرض الجغرافية، وهي دوائر وهمية تحيط بالكرة الأرضية، وموازية لخط الاستواء، وتتميز هذه الدائرة بأن الأراضي الواقعة عليها تنتمي للمنطقة المدارية الحارة.

## حول العالم
خط عرض 22° جنوب يبدأ من خط الزوال الأولي ويتجه شرقا ويمر عبر:
| الإحداثيات                            | البلد أو الإقليم أو البحر  | ملاحظات |
| ------------------------------------- | -------------------------- | --- |
| 22°00′S 00°00′E / 22.000°S 0.000°E    | المحيط الأطلسي             | |
| 22°00′S 14°10′E / 22.000°S 14.167°E   | ناميبيا                    | |
| 22°00′S 20°00′E / 22.000°S 20.000°E   | ناميبيا / بوتسوانا border  | |
| 22°00′S 21°00′E / 22.000°S 21.000°E   | بوتسوانا                   | |
| 22°00′S 29°02′E / 22.000°S 29.033°E   | زيمبابوي                   | |
| 22°00′S 31°44′E / 22.000°S 31.733°E   | موزمبيق                    | |
| 22°00′S 35°19′E / 22.000°S 35.317°E   | المحيط الهندي              | قناة موزمبيق |
| 22°00′S 43°16′E / 22.000°S 43.267°E   | مدغشقر                     | |
| 22°00′S 48°05′E / 22.000°S 48.083°E   | المحيط الهندي              | |
| 22°00′S 113°56′E / 22.000°S 113.933°E | أستراليا                   | أستراليا الغربية - North West Cape peninsula                                                                                                |
| 22°00′S 114°08′E / 22.000°S 114.133°E | خليج إكسماوث               | |
| 22°00′S 114°30′E / 22.000°S 114.500°E | أستراليا                   | أستراليا الغربية إقليم شمالي (أستراليا) كوينزلاند                                                                                           |
| 22°00′S 149°29′E / 22.000°S 149.483°E | بحر المرجان                | مرورا عبر أستراليا's جزر بحر المرجان |
| 22°00′S 166°01′E / 22.000°S 166.017°E | كاليدونيا الجديدة          | |
| 22°00′S 166°45′E / 22.000°S 166.750°E | المحيط الهادئ              | مرورا بجنوب مانغايا [لغات أخرى]‏, جزر كوك · مرورا بجنوب Îles Maria, تاهيتي · Passing between the atolls of جزيرة موروروا وFangataufa, تاهيتي |
| 22°00′S 136°12′W / 22.000°S 136.200°W | تاهيتي                     | Atoll of Maria Est |
| 22°00′S 136°10′W / 22.000°S 136.167°W | المحيط الهادئ              | |
| 22°00′S 70°11′W / 22.000°S 70.183°W   | تشيلي                      | |
| 22°00′S 68°03′W / 22.000°S 68.050°W   | بوليفيا                    | |
| 22°00′S 66°17′W / 22.000°S 66.283°W   | الأرجنتين                  | |
| 22°00′S 65°52′W / 22.000°S 65.867°W   | بوليفيا                    | |
| 22°00′S 63°56′W / 22.000°S 63.933°W   | بوليفيا / الأرجنتين border | |
| 22°00′S 63°43′W / 22.000°S 63.717°W   | بوليفيا                    | لحوالي 4 km - the border diverts جنوبي parallel around the town of Yacuíba                                                                  |
| 22°00′S 63°40′W / 22.000°S 63.667°W   | بوليفيا / الأرجنتين border | |
| 22°00′S 62°48′W / 22.000°S 62.800°W   | بوليفيا                    | |
| 22°00′S 62°34′W / 22.000°S 62.567°W   | باراغواي                   | |
| 22°00′S 57°58′W / 22.000°S 57.967°W   | البرازيل                   | ماتو غروسو دو سول ساو باولو (ولاية) ميناس جرايس ريو دي جانيرو (ولاية)                                                                       |
| 22°00′S 40°59′W / 22.000°S 40.983°W   | المحيط الأطلسي             | |